# Otto Ludwig Naegele
Otto Ludwig Naegele (Monaco di Baviera, 25 agosto 1880 – Herrsching, 1952) è stato un illustratore e pittore tedesco.

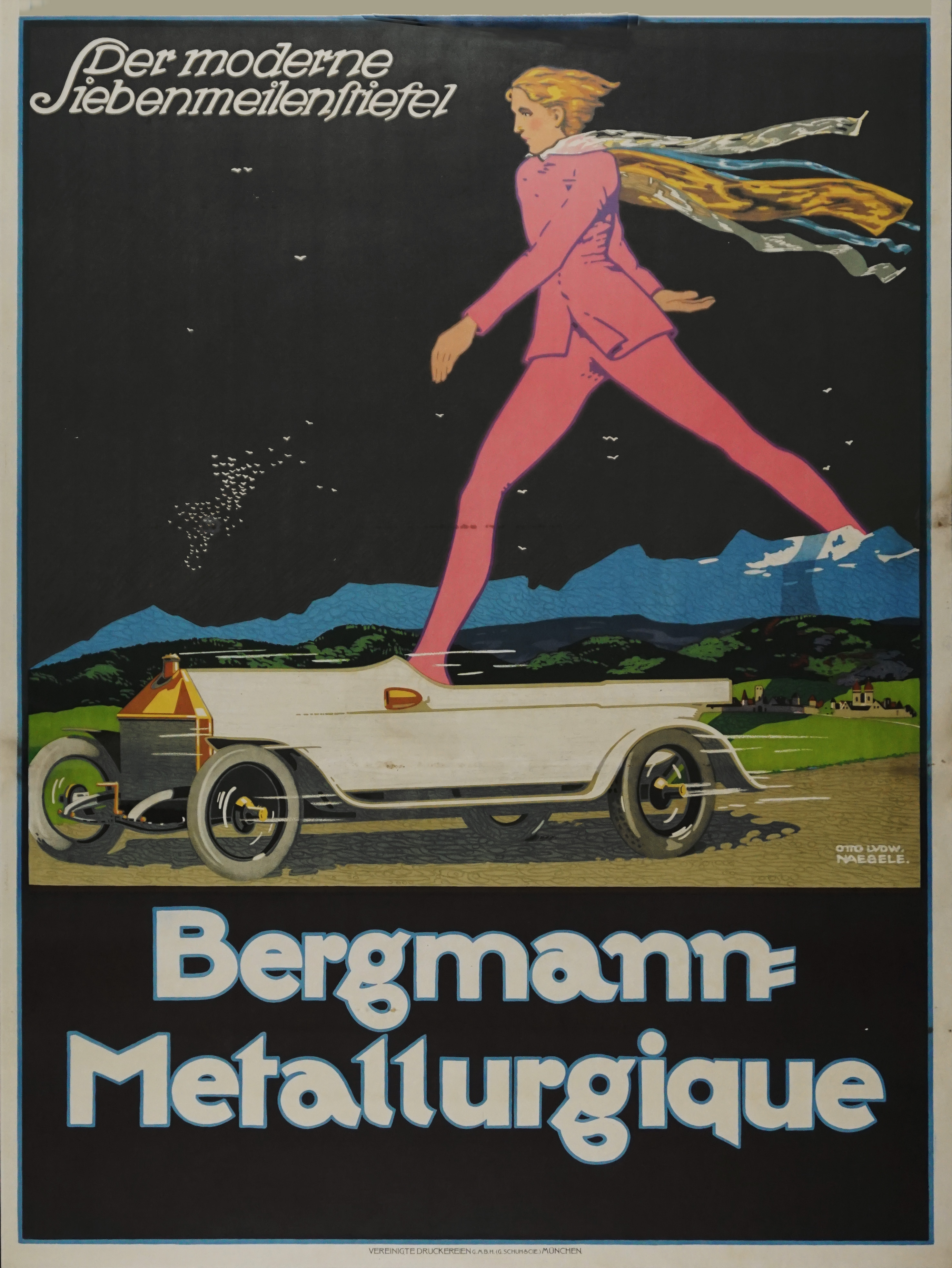
Manifesto per l'azienda tedesca Bergmann-Metallurgique (1909)

Studiò presso l'Accademia delle belle arti di Monaco di Baviera e di Düsseldorf. Nel 1892 si associò al gruppo artistico Künstlergenossenschaft Luitpoldgruppe. Nel 1932 Naegele partecipò alla grande mostra d'arte Düsseldorf-München che ebbe luogo nel Kunstpalast a Düsseldorf dove esposero artisti di entrambe le città. 
Negli anni prima della prima guerra mondiale divenne uno dei grafici più richiesti a Monaco.
Sono noti i suoi manifesti in stile Jugendstil per il magazzino Isidor Bach, per la fabbrica di birra Hackerbräu e per altri negozi soprattutto a Monaco di Baviera.